# Gaboni vipera
A gaboni vipera (Bitis gabonica) a hüllők (Reptilia) osztályának pikkelyes hüllők (Squamata) rendjéhez, ezen belül a viperafélék (Viperidae) családjához és a valódi viperák (Viperinae) alcsaládjához tartozó faj.

## Elterjedése
A Szub-szaharai Afrika esőerdőiben és szavannáin található.

## Megjelenése
A Bitis nem legnagyobb méretű képviselője, az összes vipera közül pedig a legnagyobb tömegű faj. A mérges kígyók közül a gaboni vipera termeli a legnagyobb mennyiségű mérget és rendelkezik a leghosszabb méregfogakkal, amik akár az 5 cm-es nagyságot is elérhetik.
|  |  |

Rendkívül veszélyes és megfelelő orvosi beavatkozás hiányában halálos a marása, viszont a gaboni vipera nem agresszív kígyófaj.